# Charritte-de-Bas
Charritte-de-Bas en francés, Sarrikotapea en euskera, es una localidad y comuna francesa, situada en el departamento de Pirineos Atlánticos en la región de Aquitania y el territorio histórico vascofrancés de Sola.

## Demografía
| Gráfica de evolución demográfica de Charritte-de-Bas entre 1800 y 2012 |
|                                                                        |

Fuentes: Ldh/EHESS/Cassini e INSEE.

## Economía
La principal actividad es la agrícola (ganadería y pastos).